# Кассандр (художник)
Адольф-Жан-Мари Муро́н фр. Adolphe Jean-Marie Mouron, более известный как А. М. Касса́ндр (24 января 1901 — 17 июня 1968) — французский живописец, литограф, мастер рекламных плакатов и дизайнер шрифта. Инновационность плакатов Кассандра отмечали такие художники, как Макс Эрнст и Пабло Пикассо.

## Биография и творчество

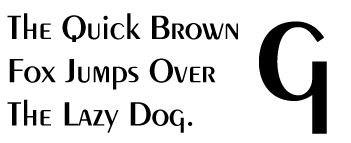
Кассандр. Гарнитура Пеньо

Родился в Харькове в семье французов, которые жили в Российской империи и вели свой небольшой бизнес. В 1915 году они переехали в Париж, где Кассандр обучался в Школе изящных искусств и Академии Жюлиана.
Сотрудничал с Parisian Printing House. Вдохновлённый кубизмом и сюрреализмом, заработал репутацию такими работами, как «Лесоруб» (Bûcheron, 1923). Этот плакат получил первую премию на Международной выставке современных декоративных и индустриальных искусств (Exposition Internationale des Arts Décoratifs et Industriels Modernes) в 1925 году. Эта выставка послужила причиной возникновения термина «ар-деко». На выставке были показаны предметы роскоши французского производства, доказав, что Париж остался интернациональным центром стиля и после Первой мировой войны.
В 1926 году совместно с партнёрами открыл собственное рекламное агентство Alliance Graphique. В числе прочего Кассандр является автором рекламных плакатов аперитива дюбонне. Оригинальный дизайн и простой запоминающийся слоган (Dubo, dubon, dubonnet) сделали рекламу, размещённую в туннелях метро, известной и узнаваемой.
Преподавал графический дизайн в École des Arts Décoratifs и затем в École d’Art Graphique.
С типографикой связана важная часть дизайна плакатов, поэтому Кассандр создал несколько новых стилей шрифта: Bifur (1929), Acier Noir (1935) и Peignot (1937).
В 1936 году его работы были показаны в Музее современного искусства в Нью-Йорке в рамках презентации Harper’s Bazaar. После чего он был приглашен арт-директором журнала Алексеем Бродовичем к сотрудничеству с Harper's Bazaar. С 1936 по 1939 годы Кассандр создал для этого журнала более 40 обложек в сюрреалистическом стиле.
С начала Второй мировой войны и вплоть до капитуляции Франции Кассандр служил во французской армии. После капитуляции работа в агентстве была свёрнута; Кассандр создавал декорации, реквизит и костюмы для театра. После войны он продолжил это направление работы, иногда возвращаясь к живописи.
В 1963 году Кассандр создал логотип модного дома Yves Saint Laurent.
В 1968 году депрессия привела художника к самоубийству в Париже.
В 1985 году Анри Мурон выпустил книгу A. M. Cassandre, в которой рассказал о жизни отца.

## В театре
- 1947 — либретто (совместно с Сержем Лифарём) и оформление балета Анри Соге «Миражи», Парижская Опера.